# Стив Гено
Стив Гено (фр. Steeve Guénot; Шалон сир Саон, 2. октобар 1985) је француски рвач грчко-римским стилом, и олимпијски победник. На Олимпијским играма у Пекингу 2008. освојио је златну медаљу у категорији до 66кг, што је била прва златна медаља за Француску у рвању грчко-римским стилом још од 1936. На Олимпијским играма у Лондону 2012. није успео да одбрани титулу, освојио је бронзану медаљу. Са Светских првенстава има сребро из 2007, а са Европских бронзу из 2006.
Потиче из рвачке породице, отац му је судија, а мајка менаџер клуба. Његов брат Кристоф је такође рвач и освајач олимпијске медаље.